# Hygrocrates georgicus
Hygrocrates georgicus is een spinnensoort in de taxonomische indeling van de celspinnen (Dysderidae).
Het dier behoort tot het geslacht Hygrocrates. De wetenschappelijke naam van de soort werd voor het eerst geldig gepubliceerd in 1972 door Mcheidze.